# 高雄市獨立總工會
高雄市獨立總工會, (英語: Kaohsiung Independent Federation of Union, 簡稱高雄獨總) 成立於2017年，是位於臺灣高雄市的地方性勞工組織。該會由多個基層工會共同籌組, 主張獨立運作、不依附政黨或政府資源，並透過基層行動與網路動員協助在地工會重建聯繫網絡。截至2025年，已有21個會員工會。創會理事長為張緒中，現任理事長為王慶宏。

## 歷史沿革
高雄市獨立總工會於2017年2月23日成立，並於2018年3月29日舉行揭牌儀式與座談活動，討論工會自主與南方勞動運動的發展方向

## 組織理念
該工會主張以勞工自主為核心，結合知識工作者與網路平台，推動南方公共政策倡議，並監督政府落實集會結社自由。其運作強調透明、民主與基層參與。

## 所屬會員工會(部分)
- 高雄市教育產業工會
- 中華電信台灣南區分公司企業工會
- 中華電信工會高雄市分會
- 台灣通信網路產業工會
- 高雄銀行企業工會
- 中鋼運通股份有限公司企業工會
- 中鋼機械股份有限公司企業工會
- 高雄醫學大學醫療事業企業工會
- 中鋼運通股份有限公司關係企業工會
- 國軍高雄總醫院左營分院企業工會
- 高雄市輪船股份有限公司工會
- 南台灣外送產業工會
- 高雄市保全業職業工會

## 外部連結
- 高雄市獨立總工會官方網站

1. ↑  . 苦勞網. 2018-03-28  [2025-06-25].